# Dubravka (Vorname)
Dubravka (serbisch: Дубравка) ist ein Vorname.

## Herkunft und Bedeutung
Der Name wird vor allem im Kroatischen und Serbischen verwendet und ist die weibliche Form von Dubravko. Der Name stammt vom alten slawischen Wort dubrava, was Eichenhain bedeutet.
Die tschechische Variante lautet Doubravka.

## Namensträgerinnen
- Dubravka Šuica (* 1957), kroatische Politikerin
- Dubravka Ugrešić (1949–2023), jugoslawische bzw. kroatische Schriftstellerin